# Amtsgericht Schlettstadt

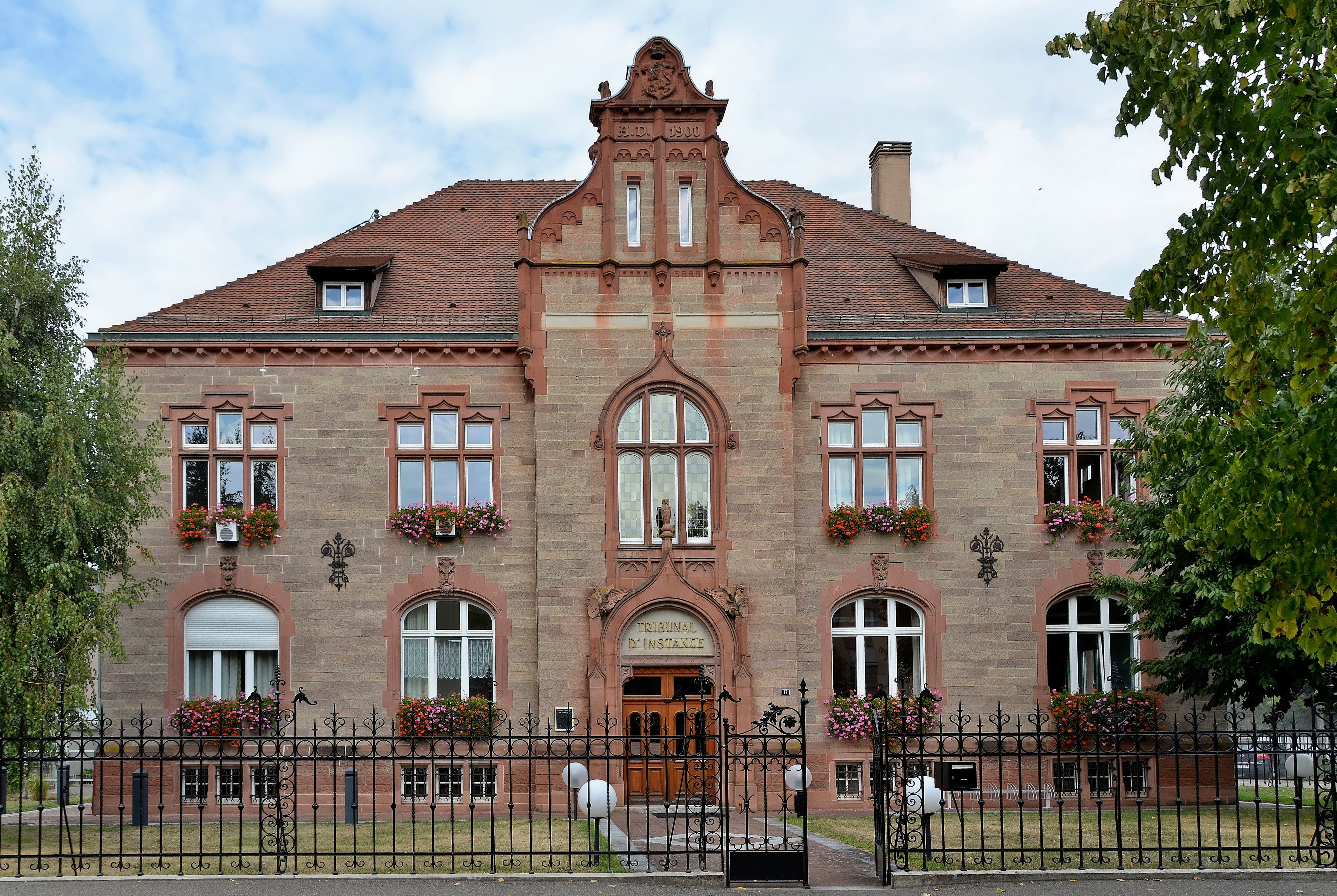
Gerichtsgebäude (2018)

Das Amtsgericht Schlettstadt war ein deutsches Amtsgericht mit Sitz in Schlettstadt in den Jahren 1879 bis 1918.

## Geschichte
Schlettstadt war Sitz eines französischen Friedensgerichts. Nach der Abtretung Elsass-Lothringens im Frieden von Frankfurt an das Deutsche Reich 1871 wurde die Gerichtsstruktur mit dem Gesetz, betreffend Abänderung der Gerichtsverfassung vom 14. Juli 1871 und der Ausführungsbestimmung hierzu vom gleichen Tag neu geregelt. Dabei wurden die Friedensgerichte beibehalten. Im Rahmen der Reichsjustizgesetze wurden 1879 die Friedensgerichte im Reichsland Elsass-Lothringen aufgehoben und Amtsgerichte gebildet. Das Amtsgericht Schlettstadt war dem Landgericht Colmar nachgeordnet. Am Gericht bestand 1880 eine Richterstelle. Das Amtsgericht war ein kleines Amtsgericht im Landgerichtsbezirk. Der Gerichtsbezirk umfasste 1895 den Kanton Schlettstadt mit 134 Quadratkilometern und 19.936 Einwohnern und acht Gemeinden.
Nach der Abtretung Elsass-Lothringens an Frankreich nach dem Ersten Weltkrieg wurde das Amtsgericht Schlettstadt als „Tribunal cantonal Sélestat“ weitergeführt. Im Zweiten Weltkrieg wurde 1940 von der deutschen Besatzungsmacht die vorgefundene Gerichtsstruktur unter Verwendung deutscher Ortsnamen und Behördenbezeichnungen, hier also wieder als Amtsgericht Schlettstadt, fortgeführt. Nach dem Krieg wurde es in Tribunal d’instance de Sélestat umbenannt. Heute besteht es mit reduzierter Kompetenz unter dem Namen Tribunal de proximité de Sélestat.

## Gerichtsgebäude
Das Gerichtsgebäude (heutige Adresse: 17 rue de la Première Armée) wurde 1900 erbaut. Es steht als Monument historique unter Denkmalschutz.